# Tahaa
Tahaa (tah. Tahaʻa) – wyspa wulkaniczna na Oceanie Spokojnym w Polinezji Francuskiej, wśród Wysp Pod Wiatrem w archipelagu Wysp Towarzystwa.
Zamieszkana przez Polinezyjczyków w liczbie ok. 5000 stałych mieszkańców (2007), jej powierzchnia to około 88 km². Administracyjnym ośrodkiem wyspy jest miejscowość Patio.